# Neivamyrmex curvinotus
Neivamyrmex curvinotus é uma espécie de formiga do gênero Neivamyrmex.